# Ljubatovci
Ljubatovci su naseljeno mjesto u sastavu Grada Laktaši, Republika Srpska, BiH.

## Stanovništvo
| Ljubatovci         |              |
| godina popisa      | 1991.        |
| Srbi               | 414 (96,50%) |
| Hrvati             | 1 (0,23%)    |
| Muslimani          | 1 (0,23%)    |
| Jugoslaveni        | 9 (2,10%)    |
| ostali i nepoznato | 4 (0,93%)    |
| ukupno             | 429          |